# Герб Великобритании
Королевский герб Соединённого Королевства (англ. Royal coat of arms of the United Kingdom) — официальный герб британского монарха (в настоящее время — Карла III). Другие члены королевской семьи и правительство страны используют другие гербы. Королевский герб встречается в двух вариантах, один из которых используется только в Шотландии.

## Блазонирование

### Стандартный вариант
Щит четверочастный; в первой и четвёртой червлёных четвертях герб Английский: три золотых, лазуревых когтями и языками леопарда; во второй золотой с парною внутреннею червлёною, снаружи и внутри переменно усаженною лилиями каймою четверти герб Шотландский: червлёный, лазуревый когтями и языком лев; в третьей лазуревой четверти герб Ирландский: золотая, серебряная струнами арфа; щит увенчан золотым, коронованным королевскою короной турнирным шлемом; намёт золотой, подложен горностаем; на шлеме стоящий золотой, серебряный когтями и червлёный языком коронованный леопард; вокруг щита лента Благороднейшего ордена Подвязки; по правую руку вздыбленный золотой, червлёный когтями и языком коронованный львиный леопард, по левую — восстающий серебряный, золотой гривою, рогом, и копытами единорог, закованный в золотую же цепь; оба стоят на зелёной, поросшей розами, чертополохом и клевером лужайке; на ней девиз: «Dieu et mon droit», что значит «Бог и моё право», начертанный золотом по серебряной, с золотою каймою, подложенной золотом же ленте.

### Шотландский вариант
Щит четверочастный; в первой и четвёртой золотых с парною внутреннею червлёною, снаружи и внутри переменно усаженною лилиями каймою четвертях герб Шотландский: червлёный, лазуревый когтями и языком лев; во второй червлёной четверти герб Английский: три золотые, лазуревые когтями и языками леопарда; в третьей лазуревой четверти герб Ирландский: золотая, серебряная струнами арфа; вокруг щита цепь Древнейшего и благороднейшего ордена Чертополоха, со знаком Св. Андрея; щит увенчан золотым, коронованным королевскою короною турнирным шлемом; намёт золотой, подложен горностаем; на короне сидящий впрям червлёный, лазуревый когтями и языком коронованный лев, держащий в правой лапе меч, а в левой — скипетр; надо львом девиз «In Defens», сокращение от «In My Defens God Me Defend», что значит «В моей защите Бог меня защищает», начертанный червленью по серебряной ленте; по правую сторону щита восстающий серебряный, золотой гривой, рогом и копытами коронованный Шотландскою королевскою короною единорог, закованный в золотые цепи и поддерживающий знамя Шотландии: в обшитом золотою бахромою лазуревом полотнище серебряный андреевский крест; по левую — золотой, червлёный когтями и языком, коронованный Английскою королевскою короною львиный леопард, поддерживающий знамя Англии: в обшитом золотою бахромою серебряном полотнище червлёный георгиевский крест; оба стоят на зелёной, поросшей чертополохом лужайке; на ней девиз «Nemo me impune lacessit», что значит «Никто не тронет меня безнаказанным», наречтанный золотом по лазуревой, подложенной золотом ленте.

## История
Три золотых леопарда в червлёном поле (официально они называются «идущие львы настороже») появились на английском гербе при короле Ричарде I Львиное Сердце. Гербовой щит с тремя леопардами или львами долгое время оставался единственным символом Англии.

Герб Эдуарда III, показывающий его претензию на французский престол

Во время Столетней войны, продолжавшейся с 1337 по 1453 год, и известной как Война леопарда против лилии, английский герб претерпел изменения. Когда французская королевская династия Капетингов пресеклась в 1328 году, среди претендентов на французский трон был и английский король из династии Плантагенетов Эдуард III (1312—1377). Когда королём избрали Филиппа VI Валуа, Эдуард III, в знак своих претензий на трон Франции, расчетверил поле щита, оставив во второй и третьей четвертях традиционных леопардов, а в первой и четвёртой поместил лазоревое поле, усыпанное золотыми лилиями — эмблему Франции. Он следовал геральдическому правилу, гласящему, что дети геральдической наследницы (женщины, имеющей родовой герб) могут в своём гербе поместить её герб вместе с гербом отца. Для этого они должны разделить щит герба на четыре части, изобразив в первой и четвёртой четвертях герб отца, а во второй и третьей — герб матери. В полном соответствии с правилами Эдуард должен был бы поместить леопардов в первую и четвёртую четверти щита, но отдал эту позицию лилиям, что в случае победы точнее отражало бы соотношение английской и французской частей его будущего объединённого королевства. Французские лилии оставались на британском гербе до 1800 года, когда упоминание Франции исчезло из королевского титула. Генрих IV (1367—1413) оставил на гербе только три лилии (этот символ называется «fleur-de-lis»).
В 1603 году на английский трон под именем Яков I взошёл Яков VI Шотландский При нём герб пополнился эмблемами Шотландии и Ирландии. Шотландский червлёный лев в золотом поле был старинным гербом графства Файф и тана Файфского Макдуфа. В XIII веке этот герб украсился червлёной внутренней каймой, которую позже, в XV веке, шотландский парламент безуспешно пытался убрать. Золотая арфа стала гербом Ирландии ещё в XV веке. Происхождение этого символа неясно. Нассауская и Ганноверская династии, сменившие Стюартов, помещали на английский герб щитки со своими родовыми гербами. Наконец при королеве Виктории (1819—1901) герб Великобритании принял форму, остающуюся неизменной и в наши дни.
Фигуры щитодержателей на протяжении веков менялись неоднократно. В разное время щит поддерживали соколы, белый лебедь, ял, белый кабан короля Ричарда III (1452—1485), красный валлийский дракон, указывающий на кельтское происхождение династии Тюдоров, серебряный гончий пёс графства Ричмондского. С 1603 года у щита утвердились коронованный британский лев и единорог. Золотой шлем английского герба увенчан короной св. Эдуарда, которая появилась в гербе в царствование Карла II (1633—1701). Навершие шлема — золотой коронованный леопард, именуемый британским львом. Намёт — золотой, подложенный горностаем.